# أسعد بن هبة الله ابن الخيزراني
أسعد بن هبة الله بن إبراهيم بن القاسم الربعي الأديب النحوي المعروف باسم ابن الخيزراني

ولد في عام 501 هـ/1108م، وسكن مدينة بغداد، قال القاضي أبو المحاسن عمر بن علي القرشي: سألته عن مولده، فقال: في رمضان سنة إحدى وخمس مائة.
وكان ابن الخيزراني محدثا من رواة الحديث عند أهل السنة والجماعة، وسمع الحديث النبوي من: أبي عبد الله الحسين بن إبراهيم الدينوري
وسمع منه الحديث أبو العباس أحمد بن محمد البندنيجي،
 وغيره.

## وفاته
توفي في ليلة الخميس 16 ربيع الآخر سنة 570 هـ/1174م، ودفن في المقبرة الوردية ببغداد.